# Vitrine

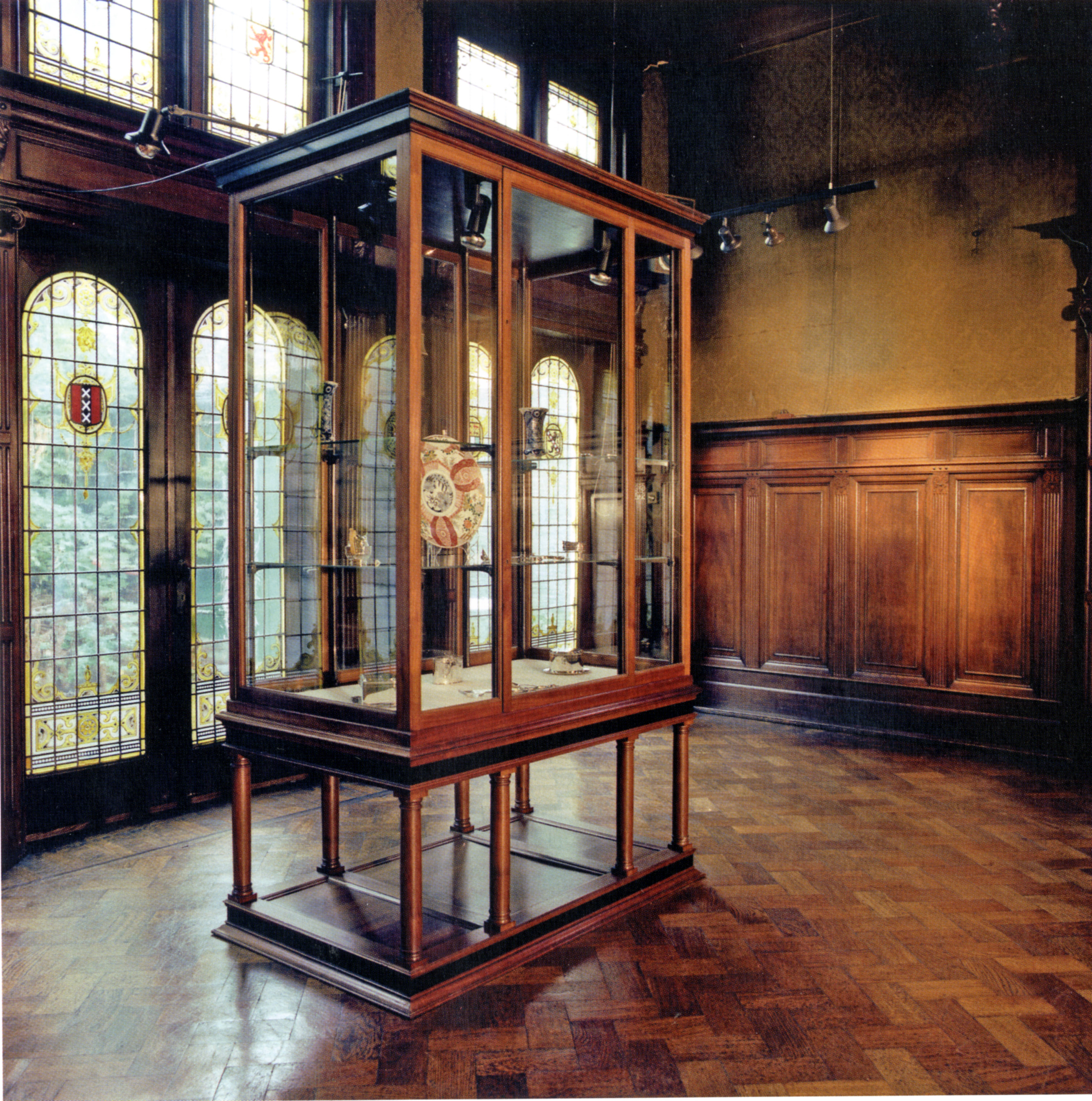
Branderszaal, Amsterdam

Als Vitrine (von lat. vitrum, „Glas“) bezeichnet man einen Behälter, der mindestens auf einer Seite eine Glaswand (von französisch vitre, ‚Glas‘; lateinisch vitreum, ‚Glas‘) oder aber einen Glasdeckel besitzt und damit den Blick auf die im Inneren aufbewahrten Gegenstände erlaubt. Eine synonyme deutsche Bezeichnung für die Vitrine ist der Schaukasten.

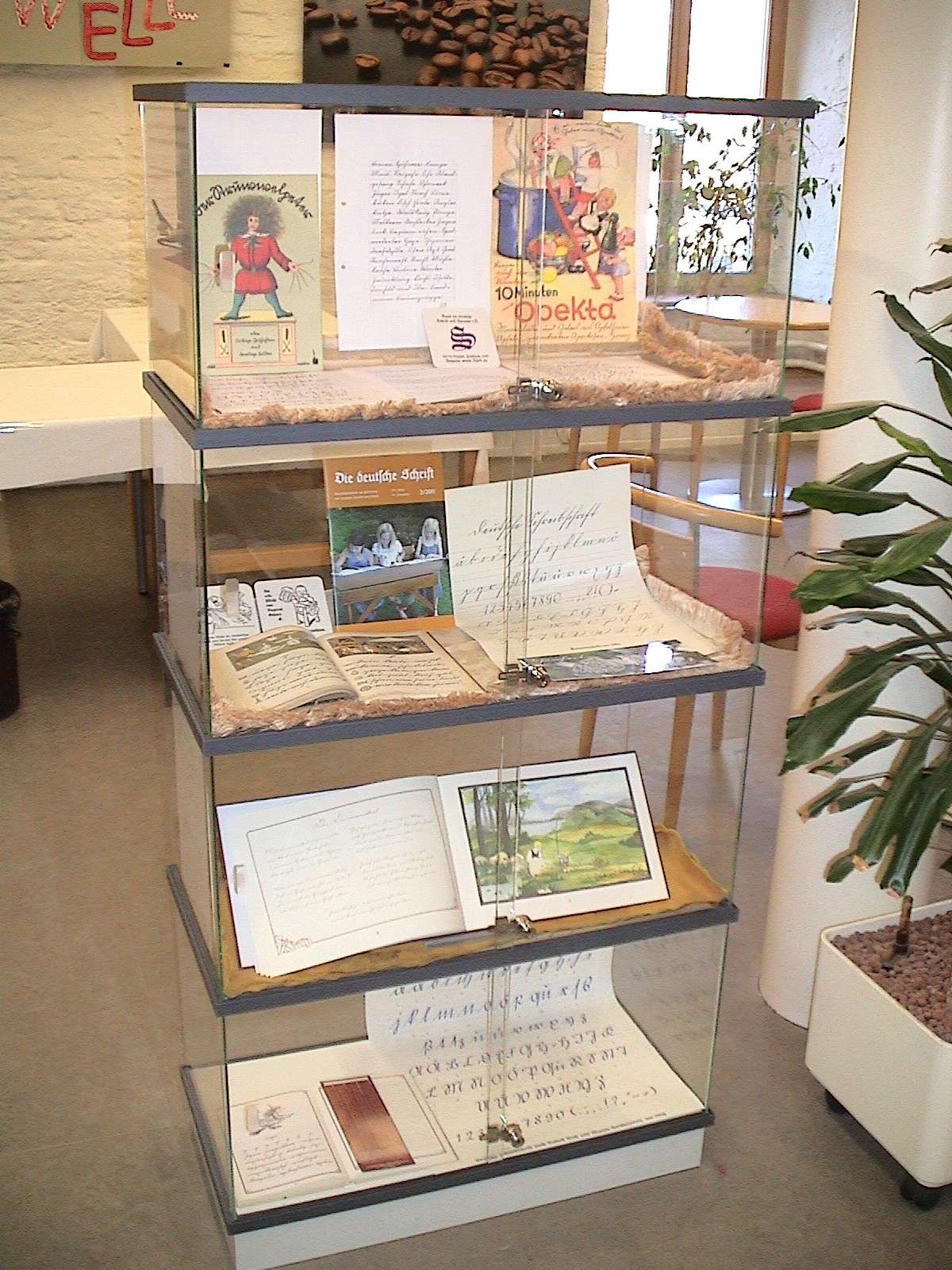
Mobile Vitrine im Herzogsschloss Straubing mit Ausstellungsstücken zur deutschen Schrift

Die Funktion des Schutzbehälters besteht in der Regel darin, ausgewählte und oft anspruchsvoll präsentierte Gegenstände für Ausstellungszwecke einzusetzen. Der Schutzzweck zielt darauf, das Ausstellungsgut vor unerlaubtem Zugriff, Beschädigung durch unbeabsichtigte mechanische Einflüsse, schädigenden Klimaeinflüssen, Staub und übermäßiger Lichtstrahlung zu bewahren.
Spezialvitrinen können für herausragende Einzelobjekte oder aber für Objektgruppen hergestellt werden. In öffentlichen Institutionen wie etwa den Museen bilden sie den zentralen Teil von Ausstellungsinstallationen. Behörden aller Art benutzen Wandvitrinen für die Veröffentlichung amtlicher Mitteilungen. Damit vergleichbar sind die Wandkästen von Vereinigungen, die für den Anschlag von Nachrichten an die Mitglieder oder im besonderen Fall der Fahnen- und Trophäenkästen der repräsentativen Aufbewahrung ausgewählter Objekte aus dem Besitz der Institution dienen.
Im Bereich der Privatwirtschaft haben Vitrinen eine große Bedeutung bei der Präsentation von Verkaufsobjekten und Produktmustern. Anders als Schaufenster befinden sich diese im Inneren eines Ladengeschäfts und dienen dem Schutz und der Präsentation der Auslage. Vitrinen gewährleisten einen Schutz vor Infektionen (z. B. durch Niesen), haben häufig auch klimatische Eigenschaften wie bei einer Kühlvitrine oder einer Heißen Theke als Bain-Marie.
Formal sind die mobilen Vitrinen von fest am Boden verankerten und solchen mit einem Bauwerk verbundenen Ausstellungseinrichtungen zu unterscheiden. Ihre Konstruktion kann Sockel von unterschiedlichem Material und integrierte Beleuchtungseinrichtungen umfassen. Der enthaltene Schauraum von beliebiger Größe kann ganz oder nur teilweise aus Glaswänden bestehen. Schaukästen können mit Sicherungen verschiedener Art ausgestattet sein, um den Diebstahl der gezeigten Objekte zu verhindern.

## Schaukasten

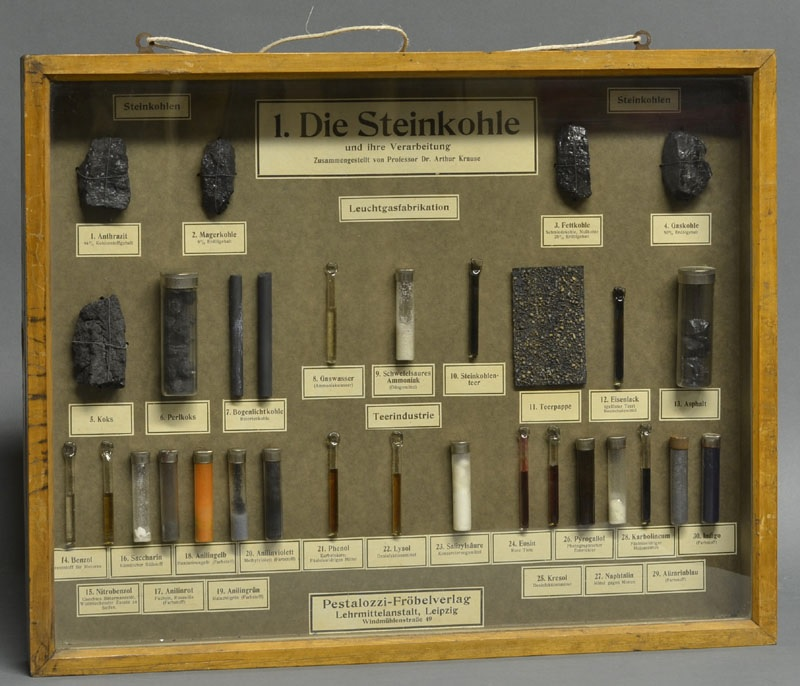
Ein Schaukasten zur Steinkohle

In Schulen und Museen dienen Schaukästen (auch „didaktische Vitrinen“ genannt) für zumeist mehrere kleinere Anschauungsobjekte. Typisch sind Schaukästen für Insektensammlungen, seltener für Herbarien. Insektenbiologien zeigen das gesamte Lebensbild (Raupe, Puppe, Schmetterling) eines oder mehrerer Insekten in einem Schaukasten. Sammlungskästen wie etwa Balgkästen finden sich meist in Magazinen und Depots.
Im öffentlichen Raum dienen Schaukästen unter anderem zum Aushängen von öffentlichen Bekanntmachungen, Fahrplänen und Veranstaltungshinweisen. Durch die Aufhängung im Kasten wird eine Beschädigung durch Regen oder Diebstahl sowie die unerlaubte Änderung von Bekanntmachungen u. ä. verhindert.
Auch im privaten Bereich sind Vitrinen zur Lagerung von Sammlungsobjekten verbreitet.